# Кетрін Біґелоу
Кетрін Енн Біґелоу (англ. Kathryn Bigelow; нар. 27 листопада 1951) — американська кінорежисерка, сценаристка, кінопродюсерка, що працює в жанрі наукової фантастики, бойовиків і фільмів жахів. Перша жінка-режисерка, яка отримала «Оскар» (за роботу «Володар Бурі»). Також була номінована на «Золотий глобус».

## Життєпис
Кетрін Біґелоу, єдина дитина в сім'ї, народилася  27 листопада 1951 року у Сан-Карлосі, штат Каліфорнія, США, у сім'ї менеджера фабрики фарб та бібліотекарки.
Була одружена з американським кінорежисером Джеймсом Камероном з 1989 по 1991 рік.

## Кар'єра
Потрапила у світ кіно, почавши кар'єру художниці.
Стала стипендіаткою, що займається дослідницькою роботою, в Музеї Вітні в Нью-Йорку.
Завершила програму «Кіно» у Колумбійському університеті, де займалася теорією кіно і критикою.
Навчалася у Віто Аккончі та Сьюзен Зонтаг.
Біґелоу працювала з відомим концептуалістом Лоуренсом Вайнером та колективом «Мистецтво та мова» (англ. Art & Language).
Викладала в Каліфорнійському інституті мистецтв.

## Фільмографія
- 1981 — Без кохання / The Loveless
- 1987 — Майже стемніло / Near Dark
- 1990 — Блакитна сталь / Blue Steel
- 1991 — На гребені хвилі / Point Break
- 1995 — Дивні дні / Strange Days
- 2000 — Вага води / The Weight of Water
- 2002 — К-19 / K-19: The Widowmaker
- 2009 — Володар Бурі / The Hurt Locker
- 2012 — Тридцять хвилин по півночі / Zero Dark Thirty
- 2017 — Детройт / Detroit
- 2025 — Дім динаміту / A House of Dynamite

## Нагороди та номінації
- «Оскар»
  - Найкраща режисерська робота — «Володар Бурі»
  - Найкращий фільм — «Володар Бурі»
- Гільдія режисерів Америки (DGA)
  - Найкращий режисер — «Володар бурі»
- BAFTA
  - Найкращий режисер — «Володар Бурі»[12]